# Серрюр, Анри
Анри́-Огю́ст-Кали́кст-Сеза́р Серрю́р (фр. Henri-Auguste-Calixte-César Serrur; 21 плювиоза II года республики (8 февраля 1794), Ламберсар — 2 сентября 1865, Париж) — французский художник, автор исторических, жанровых, батальных и портретных живописных полотен.

## Биография
В разных источниках указывается несколько различных дат рождения художника — между 8 и 11 февраля 1794 года. На основе найденной современными исследователями записи в метрической книге, принято указывать в качестве дня рождения 8 февраля 1794 года.
Первоначально обучался в Школе изящных искусств в Лилле, где в 1810 году получил первую премию по рисованию живой модели. В начале 1815 года получил стипендию на продолжение обучения в Парижской школе изящных искусств, где обучался с 20 февраля того же года в классе Жана-Батиста Реньо. В 1817 году получил премию за изображение торса. С 1819 по 1850 год выставлял свои полотна на Парижском салоне, где дважды получал премии — 3-ю в 1836 и 2-ю в 1837 году. Также участвовал в художественных выставках в Лилле, Валансьене и Дуэ. Был в своё время одним из самых плодовитых живописцев исторических и батальных сцен, а также портретов.
Умер 2 сентября 1865 года в Париже.

## Галерея

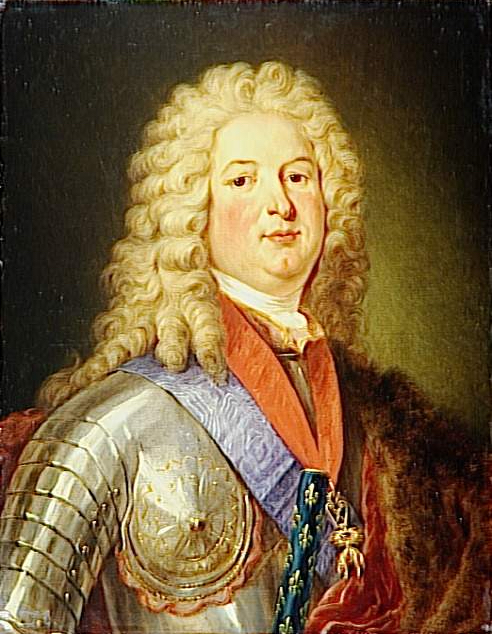
Портрет Филиппа-Шарля де Лафара, 1835
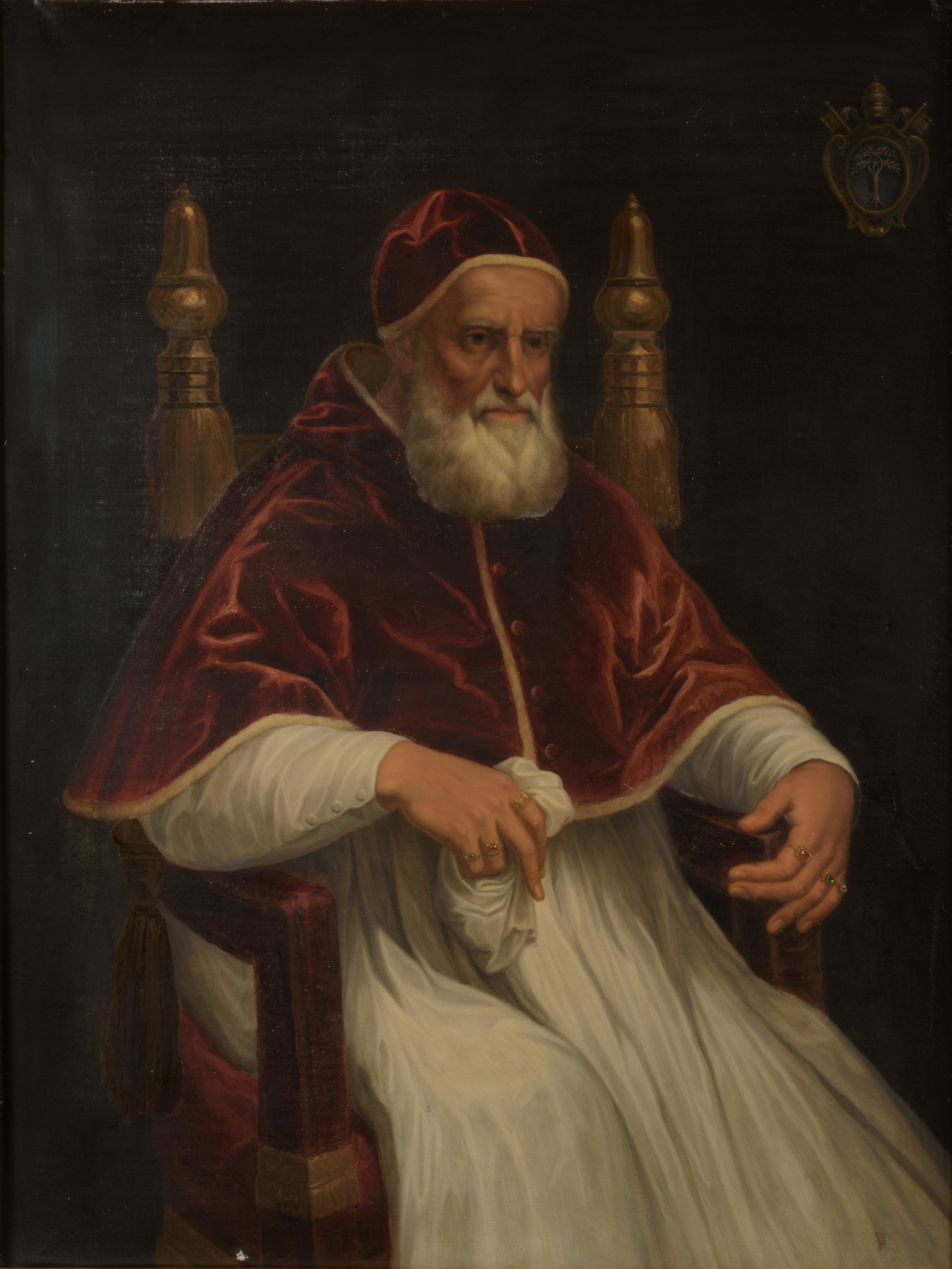
Портрет папы Юлия II, 1840 (с оригинала Рафаэля Санти)
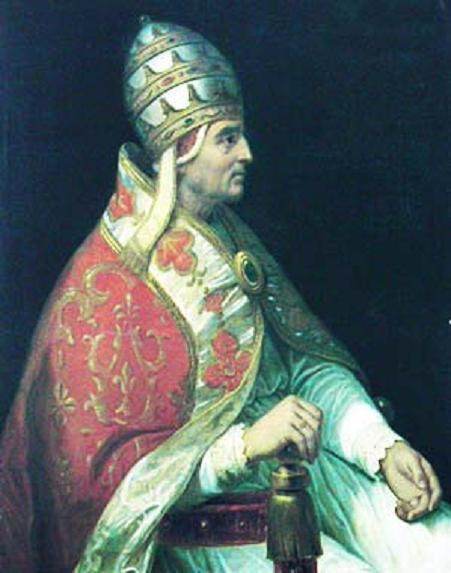
Портрет папы Урбана V
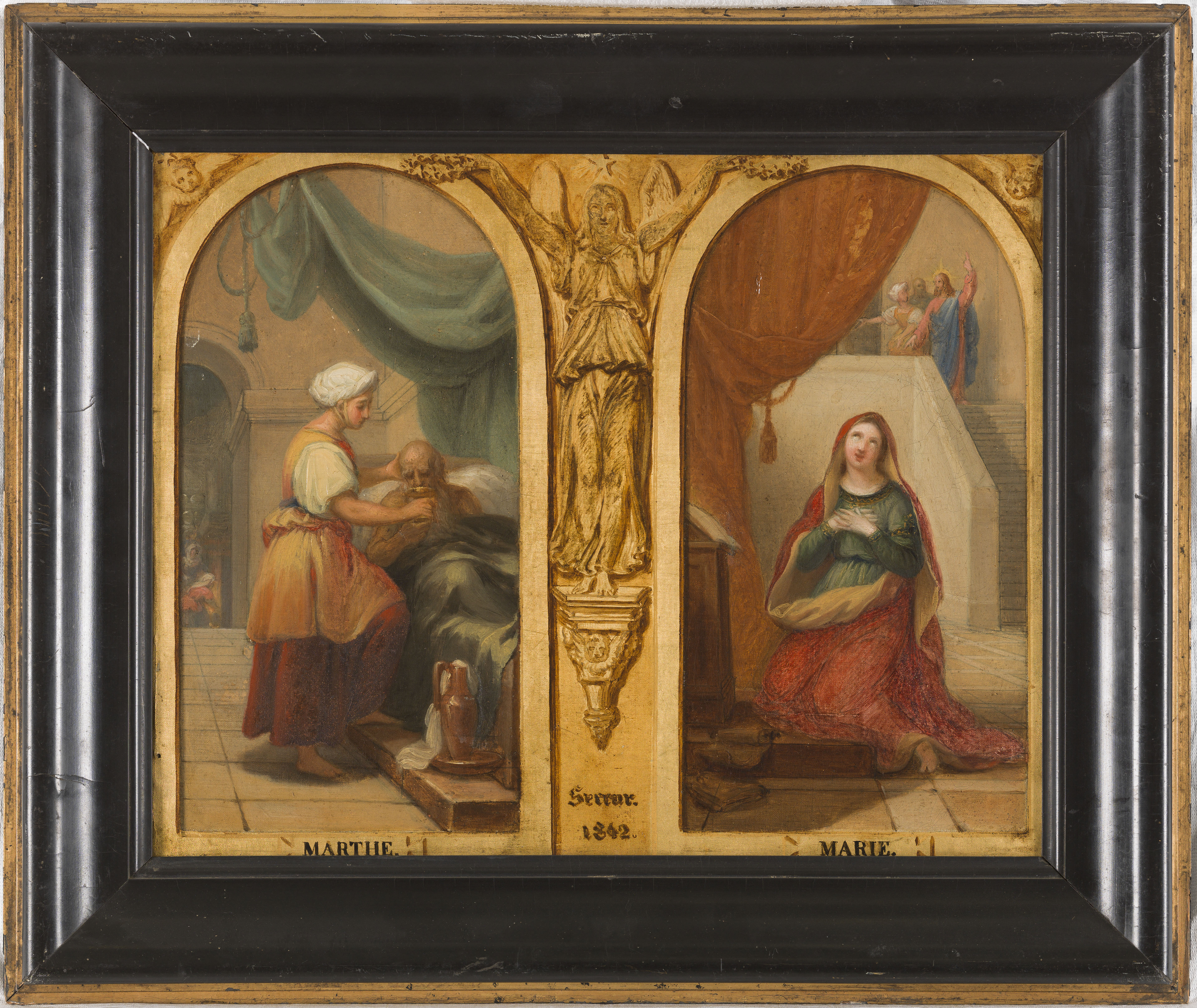
Марфа и Мария
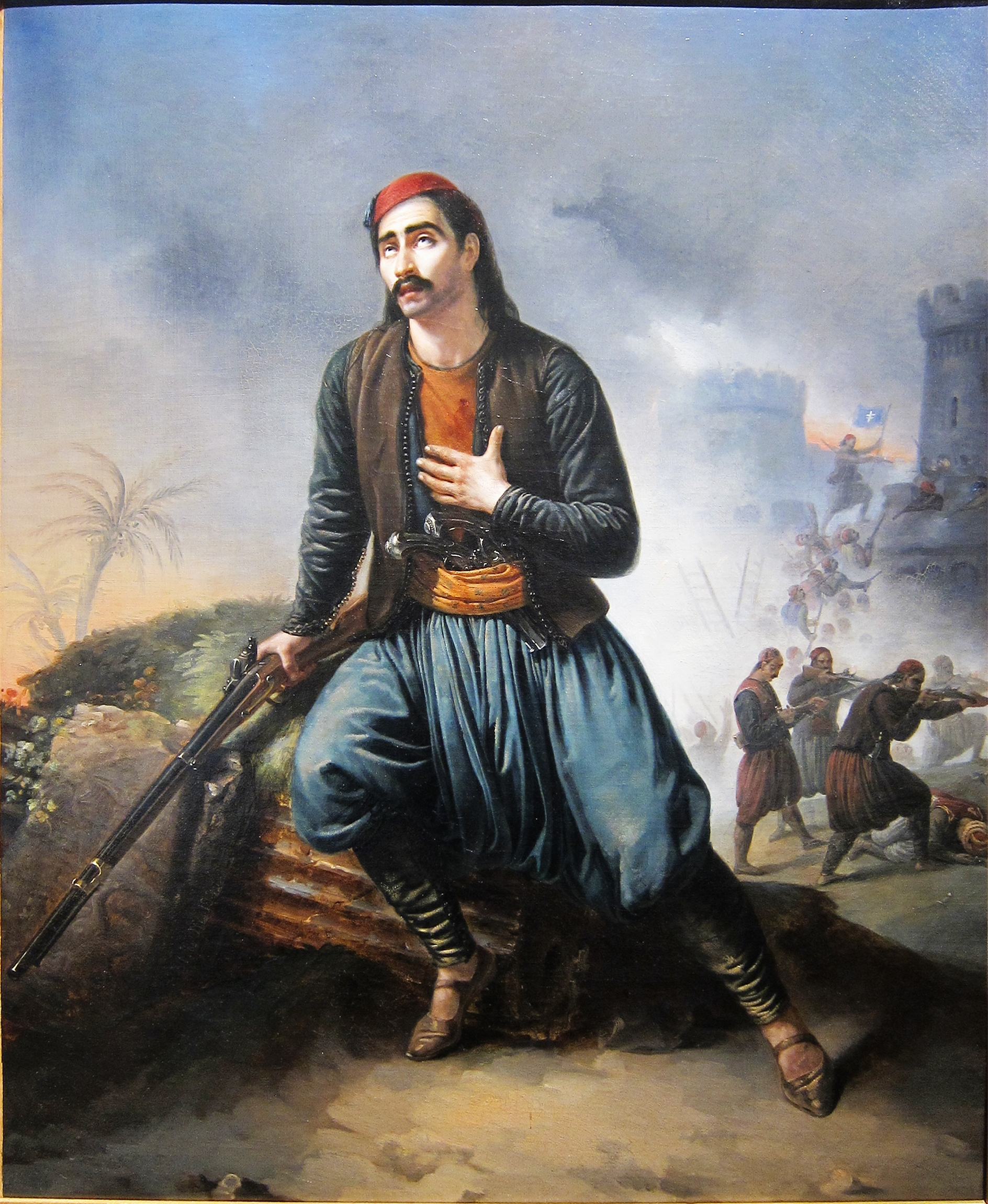
Греческий солдат
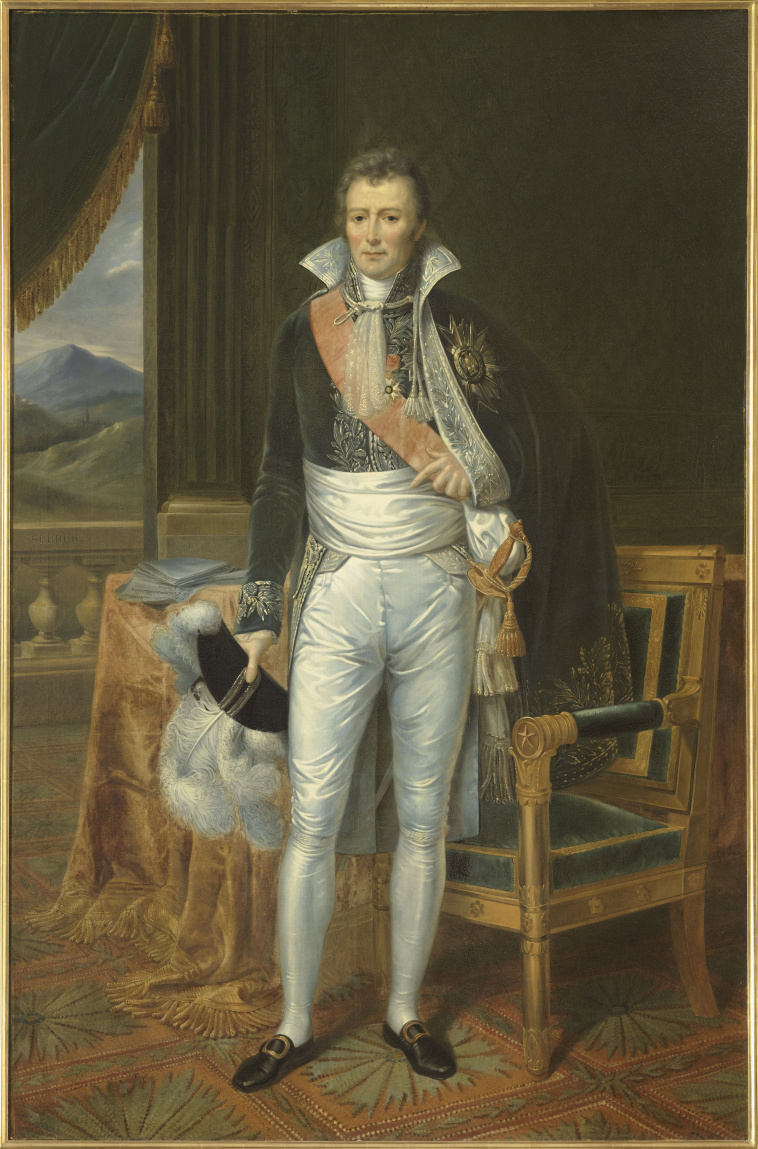
Портрет министра Жана Франсуа Эме Дежана
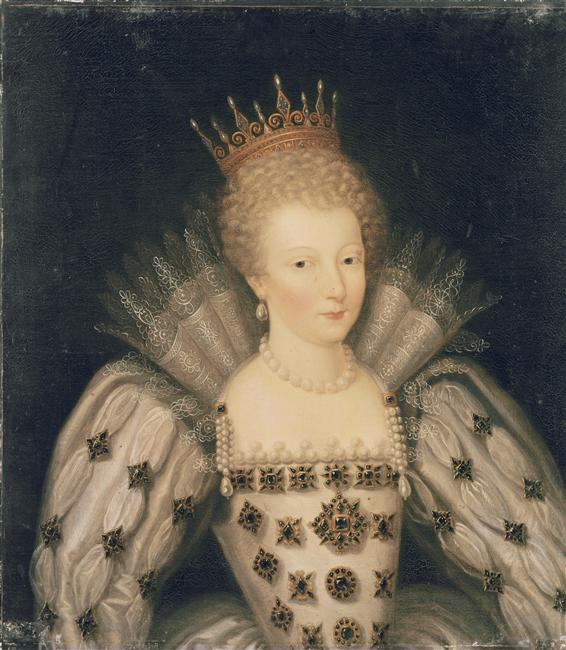
Портрет Луизы Маргариты Лотарингской, 1840 (с оригинала Корнеля де Лиона)